# Põripõllu
Põripõllu is een plaats in de Estlandse gemeente Saaremaa, provincie Saaremaa. De plaats heeft de status van dorp (Estisch: küla) en telt 22 inwoners (2021).
Tot in oktober 2017 lag de plaats in de gemeente Orissaare. In die maand ging Orissaare op in de fusiegemeente Saaremaa.
Põripõllu ligt aan Väike väin, de zeestraat tussen de eilanden Muhu en Saaremaa. De dam die de beide eilanden verbindt, komt uit op het grondgebied van Põripõllu.

## Geschiedenis
De plaats ontstond in 1922 als nederzetting op stukken grond die hadden behoord tot de landgoederen van Orissaare, Maasi en Tumala. De nederzetting werd eerst Orissaare asundus (‘nederzetting Orissaare’) genoemd en vanaf 1970 Orissaare küla (‘dorp Orissaare’). In 1977 werd ze bij de vlek Orissaare gevoegd. In 1997 werd ze verzelfstandigd onder een nieuwe naam. Põripõllu is afgeleid van Põrimaa, een weide die vroeger op het terrein van het dorp lag.